# Bilan saison par saison des Jets de Winnipeg
Les Jets de Winnipeg sont une franchise de la Ligue nationale de hockey depuis la saison 2011-2012 après le déménagement de la franchise des Thrashers d'Atlanta.

Cette page retrace les résultats de l'équipe depuis cette première saison.

## Résultats
| Saison           | PJ | V  | D  | DP | BP  | BC  | Pts | Classement           | Séries éliminatoires                      | Entraîneur               | Capitaine     |
| ---------------- | -- | -- | -- | -- | --- | --- | --- | -------------------- | ----------------------------------------- | ------------------------ | ------------- |
| 2011-2012        | 82 | 37 | 35 | 10 | 225 | 246 | 84  | 4e division Sud-Est  | Non qualifiés                             | Claude Noël              | Andrew Ladd   |
| 2012-2013        | 48 | 24 | 21 | 3  | 128 | 144 | 51  | 2e division Sud-Est  | Non qualifiés                             | Claude Noël              | Andrew Ladd   |
| 2013-2014        | 82 | 37 | 35 | 10 | 227 | 237 | 84  | 7e division Centrale | Non qualifiés                             | Claude Noël Paul Maurice | Andrew Ladd   |
| 2014-2015        | 82 | 43 | 26 | 13 | 230 | 210 | 99  | 5e division Centrale | 0-4 Ducks                                 | Paul Maurice             | Andrew Ladd   |
| 2015-2016        | 82 | 35 | 39 | 8  | 211 | 236 | 78  | 7e division Centrale | Non qualifiés                             | Paul Maurice             | Andrew Ladd   |
| 2016-2017        | 82 | 40 | 35 | 7  | 249 | 256 | 87  | 5e division Centrale | Non qualifiés                             | Paul Maurice             | Blake Wheeler |
| 2017-2018        | 82 | 52 | 20 | 10 | 277 | 218 | 114 | 2e division Centrale | 4-1 Wild 4-3 Predators 1-4 Golden Knights | Paul Maurice             | Blake Wheeler |
| 2018-2019        | 82 | 47 | 30 | 5  | 272 | 244 | 99  | 2e division Centrale | 2-4 Blues                                 | Paul Maurice             | Blake Wheeler |
| 2019-2020        | 71 | 37 | 28 | 6  | 216 | 203 | 80  | 5e division Centrale | 1-3 Flames                                | Paul Maurice             | Blake Wheeler |
| 2020-2021 Détail | 56 | 30 | 23 | 3  | 170 | 154 | 63  | 3e division Nord     | 4-0 Oilers 0-4 Canadiens                  | Paul Maurice             | Blake Wheeler |